# Anton Eisenkolb
Anton Eisenkolb (22. března 1857 Ostrov – 15. dubna 1926 Ústí nad Labem), byl rakouský a český politik německé národnosti, na počátku 20. století poslanec Říšské rady.

## Biografie
Narodil se v Ostrově. Pocházel z rodiny tkalce. Studoval práva na Karlo-Ferdinandově univerzitě v Praze. Pak nastoupil do státní služby. Ze státní správy ale odešel poté, co mu bylo uděleno pokárání za to, že se podílel na založení pobočky německé školské organizace Deutscher Schulverein. Usadil se v Chabařovicích a působil zde jako advokát. Byl zde veřejně a politicky aktivní. Patřil k všeněmcům Georga von Schönerera. Angažoval se v antikatolickém hnutí „Pryč od Říma“ (Los von Rom). Roku 1901 byl v Chabařovicích díky jeho iniciativě zřízen evangelický kostel. Poté, co na sjezdu všeněmeckého hnutí konaném roku 1901 pronesl protikatolický projev, požadovali katoličtí duchovní z Chebska konfiskaci vydání novin Ascher Zeitung, které jeho řeč otiskly.
Na počátku století se zapojil i do celostátní politiky. Ve volbách do Říšské rady roku 1901 získal mandát za městskou kurii, obvod Ústí n. Labem, Chabařovice, Teplice atd. K roku 1901 se uvádí jako advokát.
Počátkem 20. století přeložil sídlo své advokátní kanceláře z Chabařovic do Ústí nad Labem. V závěru života trpěl nemocemi. Zemřel v dubnu 1926 a byl pohřben do rodinného hrobu v Chabařovicích.